# Ernest Sosa
 (mars 2013).
Si vous disposez d'ouvrages ou d'articles de référence ou si vous connaissez des sites web de qualité traitant du thème abordé ici, merci de compléter l'article en donnant les références utiles à sa vérifiabilité et en les liant à la section « Notes et références ».
Ernest Sosa (né à Cárdenas, le 17 juin 1940 est un philosophe américain spécialisé en théorie de la connaissance. Il défend une forme d'épistémologie des vertus. Il est l'éditeur de la revue Philosophy and Phenomenological Research depuis 1986. Le philosophe David Sosa est son fils.